# Oswaldo López Arellano
Oswaldo Enrique López Arellano (Danlí, 28 de junio de 1921-Tegucigalpa, 16 de mayo de 2010) fue un militar, político, empresario, y dictador hondureño, cuadragésimo segundo presidente entre 1963 y 1971 y cuadragésimo cuarto presidente de la República de Honduras entre 1972 y 1975. Su gobierno es recordado como una de las dictaduras más largas de Honduras, solo superado por la del general Carias Andino en los años 30 y 40. Durante su mandato, se vivió una considerable estabilidad económica y social, llegando a ser Honduras uno de los países más seguros de América, también llevando a Honduras a tener solamente un criminal por cada 100 000 habitantes. No obstante, su gobierno también es recordado por la enorme represión a la población y falta de libertad de expresión, y sobre todo por la guerra de las 100 horas en la que Honduras se enfrentó con la República de El Salvador,  de la expulsión forzosa masiva de inmigrantes salvadoreños en 1969.

## Biografía
Oswaldo López Arellano nació en Danlí, el 30 de junio de 1921. López Arellano, hijo de una familia influyente, sus padres fueron: Enrique López y Carlota Arellano. Estudió en la “Escuela Americana de Tegucigalpa”, donde aprendió a hablar un inglés fluido. Se enlistó en el ejército a los dieciocho años y fue asignado al Cuerpo de Ametralladoras, donde figuró junto a Fermín Ramírez Landa y Arnaldo Alvarado Dubón. López Arellano se graduó como piloto de la Academia Militar de Aviación de Honduras, Capitán Raúl Roberto Barahona Lagos de la Fuerza Aérea de Honduras. Entre los años de 1942-1945 viajó junto a los cadetes: Gustavo Morales, Hérnan Acosta Mejía, Hiram Fiallos, al estado de Arizona, Estados Unidos donde estudió mecánica de aviación. López Arellano, mantuvo su rango de coronel de aviación durante largo tiempo y finalmente llegó a ser general. Se casó con Gloria Figueroa y tuvo cinco hijos: Gloria Carolina, Oswaldo, Enrique, Leonel y José Luis.
El 3 de octubre de 1963, siendo ya comandante en jefe de las Fuerzas Armadas y ministro de Defensa, López Arellano derrocó a Villeda, pocas semanas antes de la conclusión de su mandato y de la celebración de elecciones que, según todos los indicios, iban a ser ganadas por el líder liberal Modesto Rodas Alvarado. López Arellano disolvió el Congreso, prohibió la actividad política, declaró el estado de excepción y justificó su intervención por presunta negligencia del gobierno en el control de las infiltraciones comunistas, amenaza escasamente fundamentada. Además de la jefatura del Estado, asumió las carteras de Defensa Nacional y de Seguridad Pública.
En 1964 recibió el reconocimiento de Estados Unidos, que, a cambio, lo presionó para que iniciara un proceso democrático. Así, en febrero de 1965 se celebraron unas elecciones constituyentes y presidenciales que lo legitimaron. Su mandato estuvo caracterizado por la fuerte contestación popular, que quiso erradicar declarando el estado de sitio, suprimiendo las garantías constitucionales, cerrando los periódicos y deteniendo a dirigentes políticos y sindicales.
En 1969 afronto la llamada Guerra del Fútbol. Tras el fin de la guerra fueron obligados entre 60 000 y 130 000 de los 300 000 salvadoreños indocumentados que vivían en Honduras a regresar a su país.

## Sus gobiernos

### Triunvirato militar de gobierno
López fue parte brevemente en una Junta Militar de Honduras 1956-1957, y dimitió después de que fueran celebradas las elecciones ganadas por el doctor Ramón Villeda Morales, candidato oficial del Partido Liberal de Honduras.

## Jefe del Gobierno militar
Fue jefe de Estado por primera vez desde el 3 de octubre de 1963 hasta el 6 de junio dé 1965. Tomó el poder mediante un golpe militar, 10 días antes de que las elecciones presidenciales se llevaran a cabo y en el cual el candidato, doctor Modesto Rodas Alvarado, del partido Liberal de Honduras, se postulaba como claro vencedor, y compuso su gabinete de gobierno con los políticos de ambos partidos opositores.
| El Gabinete López Arellano                      | El Gabinete López Arellano | El Gabinete López Arellano |
| ----------------------------------------------- | -------------------------- | -------------------------- |
| Cargo                                           | Nombre                     | Período                    |
|                                                 |                            |                            |
| Jefe de Estado                                  | Oswaldo López Arellano     | 1963-1965                  |
| Secretario de La Presidencia                    | Ricardo Zúñiga Agustinus   | 1963-1965                  |
| Secretario de Comunicaciones y Obras Públicas   | Luis Bográn Fortín         | 1963-1965                  |
| Secretario de Defensa y Seguridad               | Armando Escalón Espinal    | 1963-1965                  |
| Secretario de Economía y Hacienda               | Tomás Cálix Moncada        | 1963-1965                  |
| Secretario de Educación Pública                 | Eugenio Matute Canizales   | 1963-1965                  |
| Secretario de Gobernación y Justicia            | Darío Humberto Montes      | 1963-1965                  |
| Secretario de Recursos Naturales                | Héctor Molina García       | 1963-1965                  |
| Secretario de Relaciones Exteriores             | Jorge Fidel Durón          | 1963-1965                  |
| Secretario de Salud Pública y Asistencia Social | Abraham Rivera Hota        | 1963-1965                  |
| Secretario de Trabajo y Previsión Social        | Edgardo Dumas Rodríguez    | 1963-1965                  |

## Presidente constitucional
Oswaldo López Arellano, logró que el Congreso Nacional, le nombrara presidente constitucional, desde el 6 de junio de 1965 hasta el 7 de junio de 1971.
Durante su gobierno, miles de salvadoreños buscaron su hogar y fuente de trabajo en el territorio hondureño; esto cambió al implementarse la nueva Ley del Instituto Nacional Agrario, en las cuales muchos campesinos hondureños se veían desprotegidos por su mismo gobierno al otorgar tierras vecinos, motivo por el cual, la ley hondureña fue modificada y se volvió severa con los inmigrantes salvadoreños, además de que fueron repatriados miles de ellos y otros que ya habían adquirido tierras legalmente, fueron despojadas de las mismas y devueltos a su país. Por ese entonces el presidente salvadoreño, también militar general Fidel Sánchez Hernández, quien también asistió a la "Escuela de las Américas", ambos se conocían y sentían antipatía hacia el comunismo y gran afecto a la política estadounidense, y a su carrera armamentista, pues fueron los Estados Unidos de América quien proveía de armas a ambos países, objeto por el cual, la discordancia del regreso de sus compatriotas a tierra salvadoreña con las manos vacías, resultó insultante; Sánchez Hernández fue el primero en mover su ejército hacia las fronteras con Honduras en julio de 1969, también fue el que ordenó el bombardeo de las ciudades principales hondureñas que dio comienzo a la Guerra de las cien Horas o Guerra del Fútbol tildada así por excusa, debido a los encuentros futbolísticos de ambas selecciones para el campeonato del mundo México 70. Durante el conflicto, el presidente salvadoreño general Sánchez Hernández, alzó el ánimo de las tropas para la invasión de Honduras y con ello, obtendría más terreno para el país, asimismo desplegaba su defensa detrás de las fronteras evitando así un contraataque hondureño, un por menor no acompañaba a los salvadoreños, el de no estar debidamente equipados para invadir a Honduras y el de soportar el tal esperado contraataque, por otro lado, el alto mando hondureño ordenó la defensiva del territorio nacional y la ofensiva para recular las tropas enemigas, mientras el presidente general Oswaldo López Arellano se refugiaba dentro de las bóvedas del edificio del Banco Central de Honduras a dar las siguientes órdenes en el campo de batalla.

### Gabinete de gobierno
Este periodo se convierte en constitucional gracias a una moción de la Cámara Legislativa, los nuevos secretarios toman posesión desde el 6 de junio de 1965 al 6 de junio de 1971.
| El Gabinete López Arellano                      | El Gabinete López Arellano                                         | El Gabinete López Arellano |
| ----------------------------------------------- | ------------------------------------------------------------------ | -------------------------- |
| Cargo                                           | Nombre                                                             | Período                    |
|                                                 |                                                                    |                            |
| Presidente                                      | Oswaldo López Arellano                                             | 1963-1965                  |
| Designados presidenciales                       | Horacio Moya Posas/Ricardo Zúñiga Agustinus/Napoleón Alcerro Oliva | 1965-1971                  |
| Secretario de La Presidencia                    | Ricardo Zúñiga Agustinus                                           | 1965-1971                  |
| Secretario de Comunicaciones y Obras Públicas   | Ramón Lobo Sosa                                                    | 1965-1971                  |
| Secretario de Defensa y Seguridad Pública       | J. Salomón Ciliezar Uclés                                          | 1965-1971                  |
| Secretario de Economía y Hacienda               | Manuel Acosta Bonilla                                              | 1965-1971                  |
| Secretario de Educación Pública                 | Rafael Bardales Bueso                                              | 1965-1971                  |
| Secretario de Gobernación Pública               | Virgilio Urmeneta Rodríguez                                        | 1965-1971                  |
| Secretario de Recursos Naturales                | Julio César Pineda                                                 | 1965-1971                  |
| Secretario de Relaciones Exteriores             | José Ángel Ulloa Donaire/Tiburcio Carías Castillo                  | 1965-1971                  |
| Secretario de Salud Pública y Asistencia Social | J. Antonio Peraza                                                  | 1965-1971                  |
| Secretario de Trabajo y Previsión Social        | Alba Alonzo de Quezada                                             | 1965-1971                  |

## Jefe de Estado y escándalo de sobornos con la Chiquita Brands International 1972-1975
Oswaldo López Arellano, permitió que se realizaran otras elecciones generales en el mes de abril de 1971, de las cuales el Abogado Ramón Cruz Uclés candidato del Partido Nacional de Honduras resultó ganador y el 4 de diciembre de 1972, López Arellano volvió a asumir el control y poder de la administración del país centroamericano.
En 1975 la Comisión de Seguridad e intercambio de los Estados Unidos expuso un esquema de la United Brands Company para sobornar al presidente de Honduras con US$ 1,25 millones, con la promesa de otros US$ 1,25 millones para que redujera algunos impuestos de la exportación de banano. El negocio con la United Brands fue detenido y el 22 de abril de 1975 López fue expulsado del poder en un golpe militar liderado por su amigo el General Juan Alberto Melgar. Este escándalo fue conocido en Honduras como el "Bananagate".
Durante su gobierno mandó a construir la escuela que se encuentra ubicado en la capitalina Colonia Kennedy y que lleva su nombre. Oswaldo López ya jubilado fue un hombre de negocios, era el dueño de TAN Transportes Aéreos Nacionales y SAHSA, las ahora arruinadas aerolíneas de Honduras.

### Gabinete de gobierno
| El Gabinete López Arellano                      | El Gabinete López Arellano   | El Gabinete López Arellano |
| ----------------------------------------------- | ---------------------------- | -------------------------- |
| Cargo                                           | Nombre                       | Período                    |
|                                                 |                              |                            |
| Presidente                                      | Oswaldo López Arellano       | 1972-1975                  |
| Secretario de Comunicaciones y Obras Públicas   | Miguel Ángel Rivera Bermúdez | 1972-1975                  |
| Secretario de Defensa y Seguridad Pública       | Raúl Galo Soto               | 1972-1975                  |
| Secretario de Economía y Hacienda               | José Abraham Bennatón Ramos  | 1972-1975                  |
| Secretario de Educación Pública                 | J. Napoleón Alcerro Oliva    | 1972-1975                  |
| Secretario de Gobernación y Justicia            | Juan Alberto Melgar Castro   | 1972-1975                  |
| Secretario de Planificación Económica           | Manlio Martínez Cantor       | 1972-1975                  |
| Secretario de Recursos Naturales                | Raúl Edgardo Escoto Díaz     | 1972-1975                  |
| Secretario de Relaciones Exteriores             | César A. Batres              | 1972-1975                  |
| Secretario de Salud Pública y Asistencia Social | Enrique Aguilar Paz          | 1972-1975                  |
| Secretario de Trabajo y Previsión Social        | Gautama Buda Fonseca Zúñiga  | 1972-1975                  |

## Fallecimiento

### Deceso
Su hijo primogénito Oswaldo López falleció en 1996, mientras que el exgobernante fallecería en Tegucigalpa, M.D.C., el 16 de mayo de 2010 a los 88 años de edad, tras una enfermedad que le mantuvo hospitalizado en sus últimas semanas.